# James Craig Watson Medal

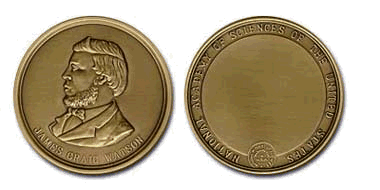
James Craig Watson Medal

Die James Craig Watson Medal ist eine Auszeichnung der US-National Academy of Sciences für Leistungen auf dem Gebiet der Astronomie. Sie wurde durch Vermächtnis des Astronomen James Craig Watson eingerichtet. Der Preis ist (Stand 2018) mit 25.000 US-Dollar dotiert, weitere 50.000 Dollar unterstützen die Forschungen des Preisträgers.

## Preisträger
- 1887 Benjamin Apthorp Gould
- 1889 Ed Schoenfeld
- 1891 Arthur von Auwers
- 1894 Seth Carlo Chandler
- 1899 David Gill
- 1913 Jacobus C. Kapteyn
- 1916 Armin Otto Leuschner
- 1924 Carl Charlier
- 1929 Willem de Sitter
- 1936 Ernest William Brown
- 1948 Samuel Alfred Mitchell
- 1951 Herbert R. Morgan
- 1955 Chester Burleigh Watts
- 1957 George Van Biesbroeck
- 1960 Yusuke Hagihara
- 1961 Otto Heckmann
- 1964 Willem Jacob Luyten
- 1965 Paul Herget
- 1966 Wallace John Eckert
- 1969 Jürgen Moser
- 1972 André Deprit
- 1975 Gerald Maurice Clemence
- 1979 Charles Thomas Kowal
- 1982 Stanton J. Peale
- 1985 Kent Ford
- 1986 Robert B. Leighton
- 1991 Maarten Schmidt
- 1994 Yasuo Tanaka
- 1998 Carolyn Shoemaker und Eugene Shoemaker
- 2001 David Todd Wilkinson
- 2004 Vera Rubin
- 2007 Michael F. Skrutskie und Roc M. Cutri
- 2010 Margaret Geller
- 2012 Jeremiah P. Ostriker
- 2014 Robert Kirshner
- 2016 Timothy M. Brown
- 2018 Ewine F. van Dishoeck
- 2020 Lisa Kewley
- 2022 Samuel Harvey Moseley Jr.
- 2024 James Stone